# Cephalispa parvisquama
Cephalispa parvisquama är en tvåvingeart som först beskrevs av Stein 1900.  Cephalispa parvisquama ingår i släktet Cephalispa och familjen husflugor. Inga underarter finns listade i Catalogue of Life.